# 로제 카유아
로제 카유아(프랑스어: Roger Caillois, 1913년 3월 3일 ~ 1978년 12월 21일)는 프랑스의 평론가, 사회학자이다. 랭스 출신으로 고등사범학교를 졸업한 뒤, 바타유 등을 모아 '사회학연구회(Collège de Sociologie)'를 조직하여 비평 활동에 힘썼다. 저서 《놀이와 인간》에서 놀이의 개념을 정의하였다.

## 저서
- 신화와 인간 Le Mythe et l’Homme (1938).
- 인간과 성스러운 것 L’Homme et le Sacré (1939).
- 놀이와 인간 Les jeux et les hommes (1958).

## 참고 자료
- 로제 카유아 - 두산세계대백과사전